# Hieracium candidum
Hieracium candidum là một loài thực vật có hoa trong họ Cúc. Loài này được Scheele mô tả khoa học đầu tiên.